# Adam Ollas Mattsson
Per Adam Ollas Mattsson, född 30 juli 1996, är en svensk ishockeyspelare som spelar för Färjestad BK i SHL. Han har tidigare spelat för Stockton Heat i AHL, samt även för Malmö Redhawks i SHL.
Ollas Mattsson draftades 2014 i den sjätte omgången av Calgary Flames. Hans tröjnummer är 73, då hans mor Elisabeth Ollas Mattsson, som gick bort i cancer i augusti 2012, var född år 1973.
År 2012 var han och resten av familjen med i säsong 2 av Sofias änglar på Kanal 5, och fick stora delar av sitt barndomshem på Ingarö i utkanten av Stockholm omrenoverat av Sofia Wistam, Johnnie Krigström och Mattias Särnholm. Avsnittet spelades in drygt ett år innan modern Elisabeths bortgång i cancer, och sändes samma år som hon sedan gick bort.